# Francisco (football, 1962)
Pour les articles homonymes, voir Francisco, Francisco López, López et Alfaro.
Francisco Javier López Alfaro, dit Francisco (né le 1er novembre 1962 à Osuna) est un footballeur espagnol qui occupait le poste de milieu de terrain. Il occupe maintenant le poste d'entraîneur.

## Carrière de joueur

### En club
Francisco a évolué durant neuf saisons au FC Séville. Il participe à 258 matchs de championnat et inscrit 20 buts. Il évolue ensuite pendant sept ans à l'Espanyol de Barcelone. Au sein de ce club, il est relégué en deuxième division en 1993 mais remonte en Primera División dès l'année suivante en remportant le titre. Il participe avec ce club à 178 matchs de Primera División et à 29 matchs de Segunda División pour 27 buts marqués.

### En sélection
Sa première sélection en équipe nationale a lieu le 27 octobre 1982 contre l'Irlande. Il joue 20 fois pour La Roja et marque un but. Il fait partie de la sélection pour l'Euro 1984. Il est titulaire lors de la finale perdue contre la France. Il fait aussi partie de la sélection espagnole pour la Coupe du monde 1986.

## Carrière d'entraîneur
Il entraîne les équipes de Coria CF, Real Jaén, CF Extremadura, UE Figueres avant d'entraîner le Club Deportivo Numancia en Primera División en 2004. Licencié par le club, il entraîne ensuite au CF Badalona, au SE Eivissa-Ibiza et au CD Atlético Baleares en 2009. Il est actuellement l'entraîneur de l'équipe C du FC Séville.

## Palmarès
- Espanyol de Barcelone :
  - Segunda División : 1994